# Лащув (гмина)
Лащув (пол. Łaszczów) — городско-сельская гмина (волость) в Польше, входит как административная единица в Томашувский повет (Люблинское воеводство), Люблинское воеводство. Население — 6582 человека (на 2004 год).

## Сельские округа
1. Черкасы
2. Добужек
3. Доманиж
4. Хопке
5. Кмичин
6. Лащув
7. Лащув-Колёнья
8. Малониж
9. Муратын
10. Набруж
11. Надольце
12. Пеняны
13. Пеняны-Колёнья
14. Подхайце
15. Подлёдув
16. Пукажув
17. Ратычув
18. Стенятын
19. Вулька-Пукажовска
20. Зимно

## Прочие поселения
1. Добужек-Колёнья
2. Хопке-Колёнья
3. Кмичин-Колёнья
4. Муратын-Колёнья
5. Набруж-Колёнья
6. Пукажув-Колёнья
7. Стенятын-Колёнья
8. Зимно-Колёнья

## Соседние гмины
1. Гмина Ярчув
2. Гмина Мирче
3. Гмина Рахане
4. Гмина Телятын
5. Гмина Тышовце
6. Гмина Ульхувек